# Västra Karaby församling
Västra Karaby församling var en församling i Rönnebergs kontrakt i Lunds stift. Församlingen låg i Kävlinge kommun i Skåne län. 2016 uppgick församlingen i Västra Karaby och Dagstorps församling.

## Administrativ historik
Församlingen har medeltida ursprung. 
Församlingen var till 10 mars 1977 moderförsamling i pastoratet Västra Karaby och Saxtorp som från 1962 även omfattade Annelövs och Dagstorps församlingar. Från 10 mars 1977 till 1992 var den annexförsamling i pastoratet Saxtorp, Annelöv, Västra Karaby och Dagstorp. Från 1992 till 2016 var den moderförsamling i pastoratet Västra Karaby, Dagstorp och Hofterup.. År 2016 uppgick församlingen i Västra Karaby och Dagstorps församling.

## Kyrkor
- Västra Karaby kyrka